# 第二次馬廠戰鬥
馬廠戰鬥發生於1925年12月12日，地點則是在中國天津西方一帶（马厂为著名军营，紧挨河北青县马厂镇）。是北洋政府時期內戰之一，交戰兩方為國民軍及奉軍。戰鬥末了，國民軍未能攻下馬廠據點。